# Ermanno Cavazzoni
Ermanno Cavazzoni (Reggio Emilia, 3 luglio 1947) è uno scrittore e sceneggiatore italiano.

## Biografia
Ha collaborato con Federico Fellini al soggetto e alla sceneggiatura del suo ultimo film La voce della Luna, ispirato dal romanzo Il poema dei lunatici, di Cavazzoni stesso.
Insegna poetica e retorica all'Università di Bologna, dove è ricercatore confermato. È membro dell'OpLePo ed è stato co-direttore della rivista Il semplice (Feltrinelli, 1995-96) e de Il Caffè illustrato (dal 2001). Nel 2007, insieme con alcuni amici (Gianni Celati, Ugo Cornia, Jean Talon) ha dato vita alla collana di narrativa "Compagnia Extra" per la casa editrice Quodlibet. Come scrittore ha ricevuto alcuni premi letterari: Premio Bergamo con Il poema dei lunatici, 1987, finalista al Premio Bergamo nel 1999 con Cirenaica e Premio Campiello con La galassia dei dementi, nel 2018.

## Opere

### Volumi
- Guida alla lettura del quotidiano. Lo studio dell'italiano in un corso di 150 ore, Rimini-Firenze, Guaraldi, 1976.
- Esplorazioni sulla via Emilia. Scritture nel paesaggio, con altri, Milano, Feltrinelli, 1986.
- Il poema dei lunatici, Torino, Bollati Boringhieri, 1987. ISBN 88-339-0414-8. Nuova ed. Milano, La nave di Teseo, 2020. ISBN 978-88-3460-197-6.
- Le tentazioni di Girolamo, Torino, Bollati Boringhieri, 1991. ISBN 88-339-0596-9. Nuova ed. con il titolo Esame di mezzanotte, Milano, La nave di Teseo, 2022. ISBN 978-88-3460-951-4.
- I sette cuori, con Edmondo De Amicis (autore fittizio), Torino, Bollati Boringhieri, 1992. ISBN 88-339-0674-4.
- Vite brevi di idioti, Milano, Feltrinelli, 1994. ISBN 88-07-01473-4.
- Cirenaica, Torino, Einaudi, 1999. ISBN 88-06-15327-7.
- Morti fortunati. Slittamento proverbiale, Napoli, Oplepo, 2001. Nuova ed. Bologna, In Riga Edizioni, 2018. ISBN 978-88-9364-170-8.
- Gli scrittori inutili, Milano, Feltrinelli, 2002. ISBN 88-07-01609-5.
- Storia naturale dei giganti, Parma, Guanda, 2007. ISBN 978-88-6088-048-2. Nuova ed. Macerata, Quodlibet, 2021. ISBN 978-88-2290-764-6.
- Il limbo delle fantasticazioni, Macerata, Quodlibet, 2009. ISBN 978-88-7462-274-0.
- Civiltà dei fiumi, fotografie di Pepi Merisio, Roma, Ecra - Edizioni del Credito Cooperativo, 2009.
- Album fotografico di Giorgio Manganelli. Racconto biografico, a cura di Lietta Manganelli, Macerata, Quodlibet, 2010. ISBN 978-88-7462-313-6.
- Guida agli animali fantastici, Parma, Guanda, 2011. ISBN 978-88-6088-416-9.
- La valle dei ladri, Macerata, Quodlibet, 2014. ISBN 978-88-7462-621-2.
- Il pensatore solitario, Parma, Guanda, 2015. ISBN 978-88-235-0956-6.
- Gli eremiti del deserto, Macerata, Quodlibet, 2016. ISBN 978-88-7462-781-3.
- La galassia dei dementi, Milano, La nave di Teseo, 2018. ISBN 978-88-9344-478-1.
- Storie vere e verissime, Milano, La nave di Teseo, 2019. ISBN 978-88-3460-054-2.
- Il gran bugiardo, Milano, La nave di Teseo, 2023. ISBN 978-88-3461-321-4.
- Manualetto per la prossima vita, Macerata, Quodlibet, 2024. ISBN 978-88-2292-183-3.

### Scritti in riviste, antologie e miscellanee
- Che dice la pioggerellina di marzo, in "Il cavallo di Troia", n. 2, primavera 1982.
- Racconti in Narratori delle riserve, a cura di Gianni Celati, Milano, Feltrinelli, 1992.
- Rivelazioni sui purgatori, in "Il semplice", n. 1, 1996.
- Cinque risposte, in "Il Verri" n. 19, 2002.
- Elogio dei principianti, in "Agalma", n. 14, settembre 2007.
- La sfortuna di vincere alla lotteria, in "Nuova Tèchne", a. XXI, n. 26, Macerata, Quodlibet, 2017. ISBN 978-88-2290-937-4.

### Curatele e traduzioni
- Jacopo da Varagine. Le leggende dei santi, nella versione di Ermanno Cavazzoni. Bollati e Boringhieri 1993
- Luigi Pulci e quattordici cantari, scelta e introduzione di, Roma, Istituto Poligrafico dello Stato, 2000.
- Federico Fellini, Il viaggio di G. Mastorna, curatela di, Macerata, Quodlibet, 2008. ISBN 978-88-7462-189-7.
- Raffaello Baldini, Piccola antologia in lingua italiana, curatela di (insieme a Daniele Benati), Macerata, Quodlibet, 2018. ISBN 978-88-2290-238-2.

## Filmografia

### Sceneggiatore
- La voce della Luna, regia di Federico Fellini (1990)
- La vita come viaggio aziendale, regia di Paolo Muran (2006)
- Il mare d'inverno, regia di Ermanno Cavazzoni, episodio del film Formato ridotto (2012)

### Regista
- Il mare d'inverno, episodio del film Formato ridotto (2012)
- Vacanze al mare (2013)